# Stínka drobná
Stínka drobná (Lepidoniscus minutus) je suchozemský korýš. Druh popsal poprvé Carl Ludwig Koch v roce 1838.

## Popis
Stínka drobná o délce průměrně kolem 1,5 cm má skvrnitý krunýř v barvě od tmavě či světle hnědé až po zelenou. Tělo se skládá z hlavy, střední části těla (7 článků) a zadečku (6 článků).
Dýchá pomocí žaberních destiček vespodu zadečku, proto musí žít ve vlhkém prostředí. Je příbuzný známějších stinek a svinek.
Jde o lesní druh obývající opadavé vrstvy listnatých a smíšených lesů.

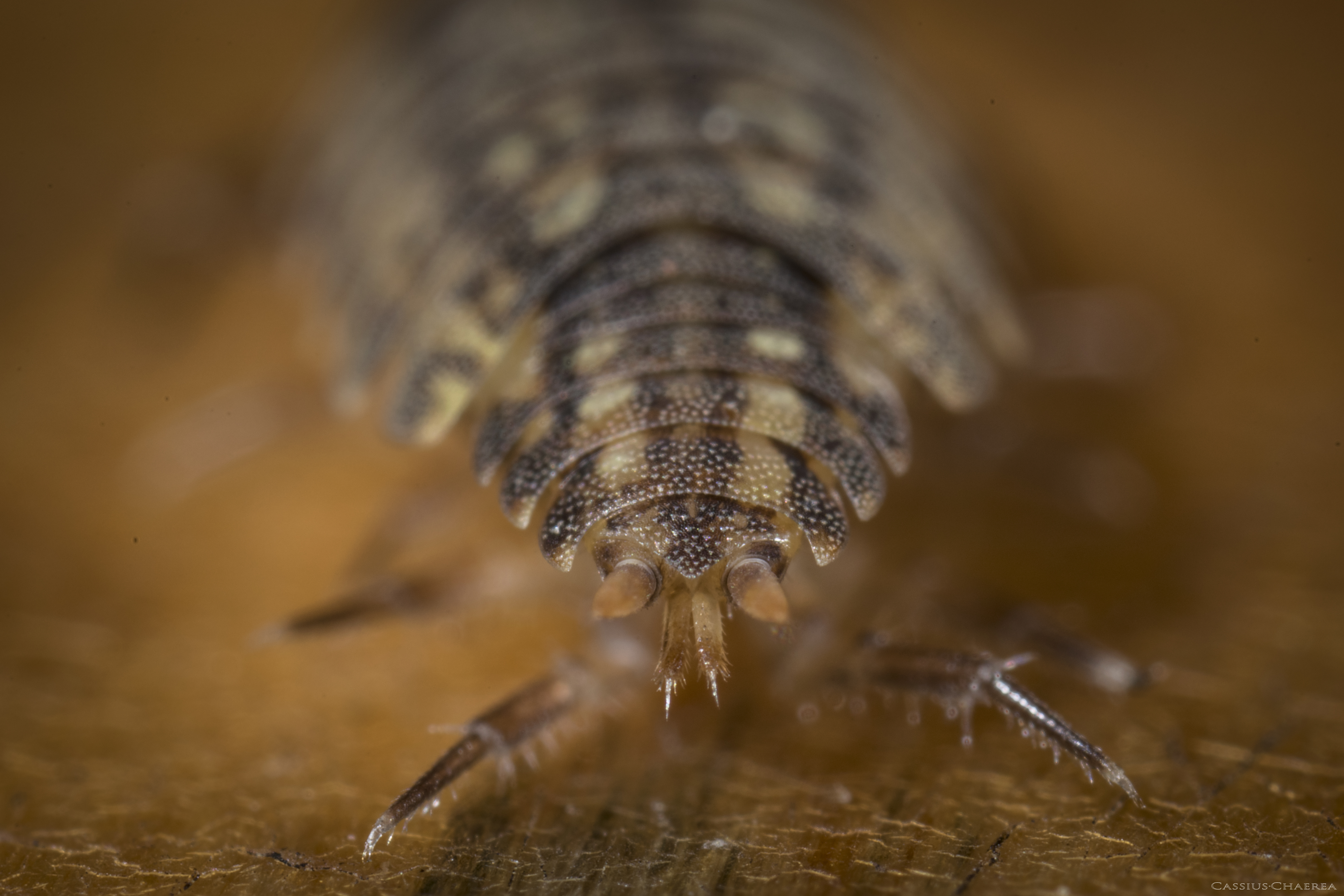
Pleon
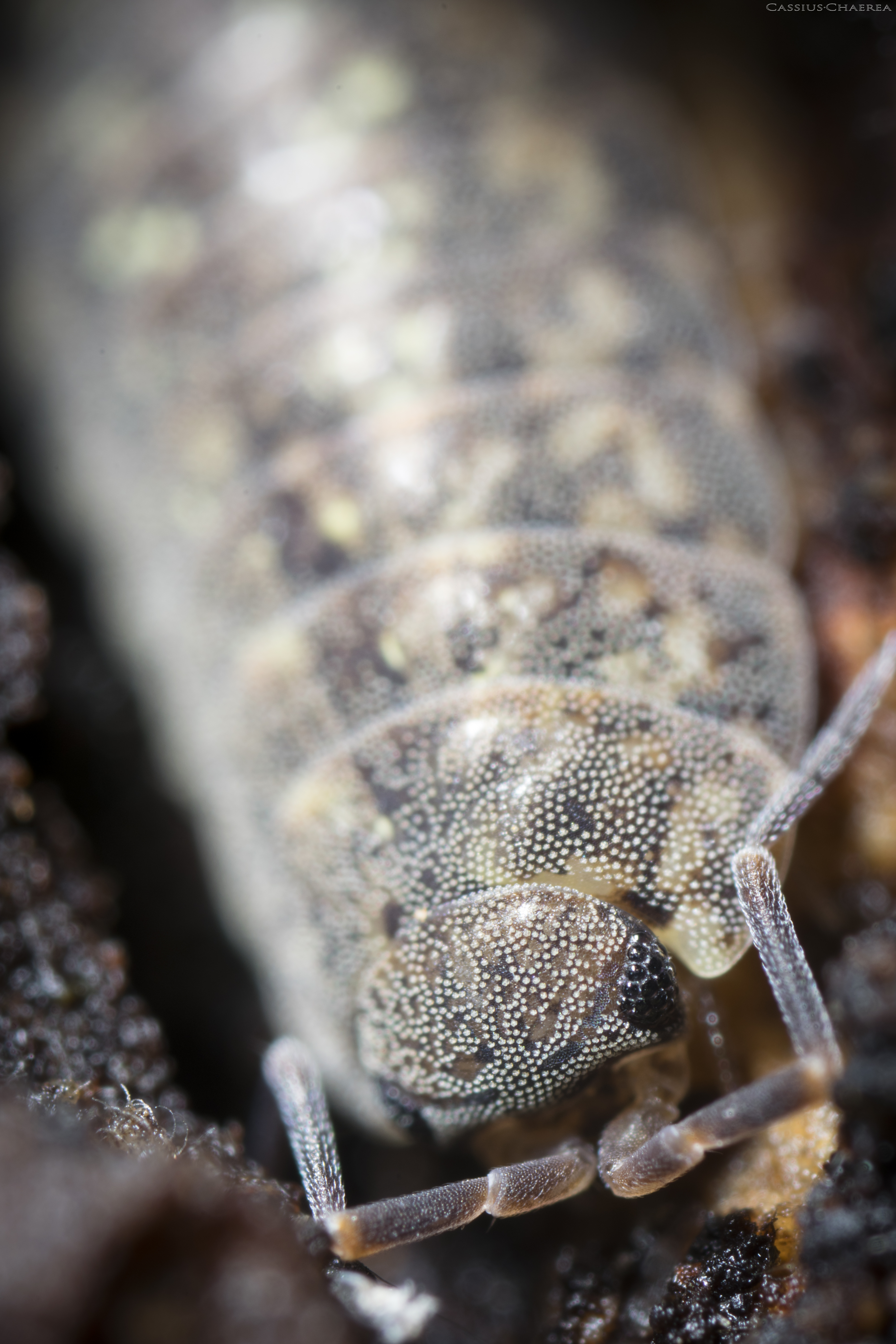
stínka drobná

## Výskyt
Stínka drobná patří k častým, avšak nepříliš hojným lesním druhům.